# Jüdischer Friedhof (Elsdorf)

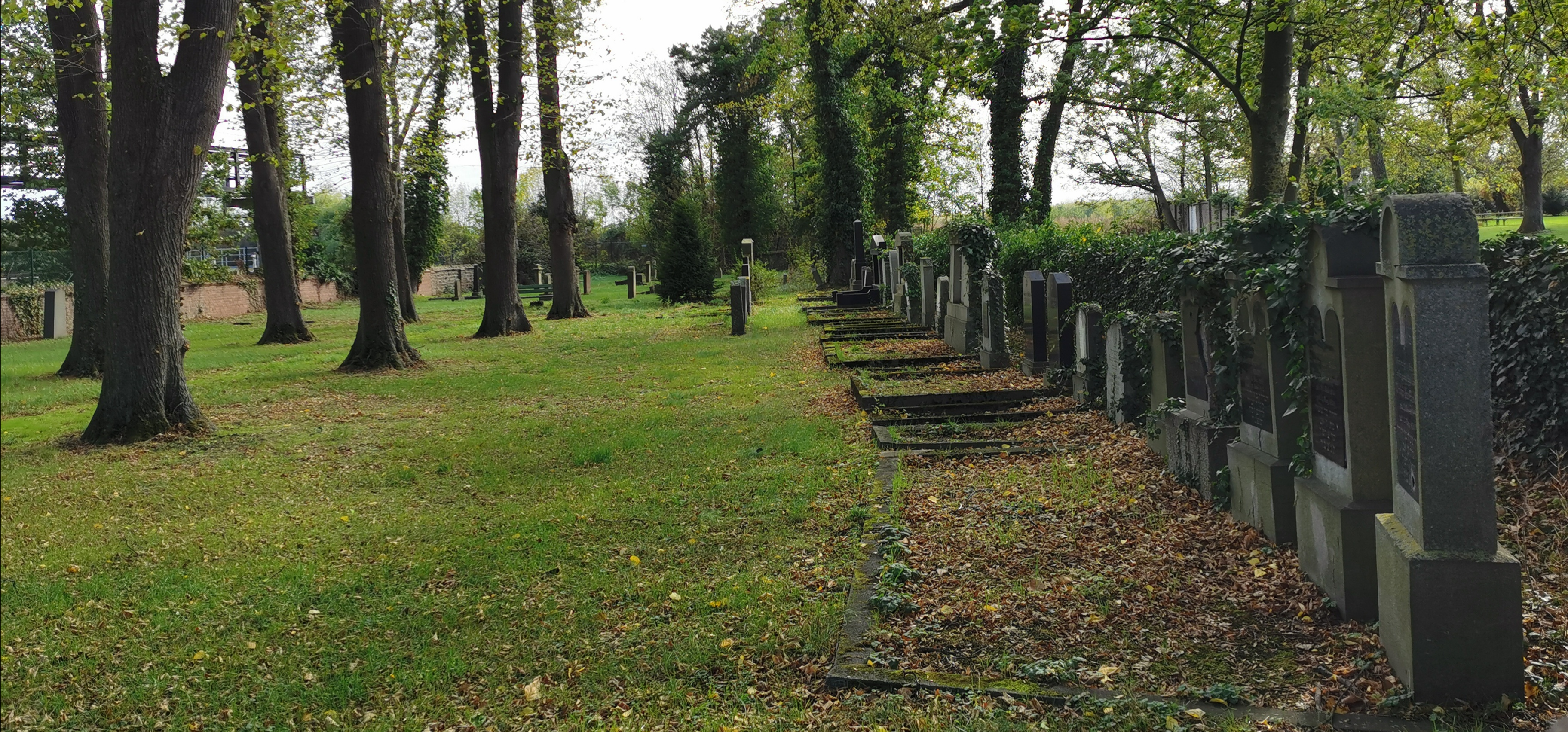
Gräberreihe

Der Jüdische Friedhof Elsdorf liegt in Elsdorf im Rhein-Erft-Kreis (Nordrhein-Westfalen) an der Nußbaumallee, direkt an der Zuckerfabrik. 
Belegt wurde der Friedhof von 1847 bis 1935. Es sind 76 Grabsteine (Mazewot) vorhanden. Der älteste Grabstein von 1783 stammt vom jüdischen Friedhof in Kaster, der 1974 dem Braunkohleabbau zum Opfer fiel. Auf dem Friedhof stehen auch Grabsteine vom jüdischen Friedhof in Niederembt und jüdischen Friedhof in Glesch.
Der Friedhof ist von einer Ziegelsteinmauer umgeben. Das eiserne Tor ist verschlossen. Ein Schild am Eingang weist darauf hin, dass auf dem Friedhof auch 24 osteuropäische Zwangsarbeiter begraben sind.